# Bobo Forro
Bobo Forro ist ein Ort im Distrikt Mé-Zóchi auf der Insel São Tomé im Inselstaat São Tomé und Príncipe. 2012 wurden 715 Einwohner gezählt.

## Geographie
Der Ort liegt auf einer Höhe von ca. 50 m etwa 2,5 Kilometer südwestlich der Hauptstadt São Tomé unterhalb des Hügels Oquê Bôbô an der Ausfallstraße nach Trindade.
2015 wurde ein Elektrizitätswerk (centrale électrique Bobo Forro 2) erbaut.

## Name
Der Name des Ortes bezieht sich auf die Volksgruppe der Forros (Filhos da terra, in der Kreolsprache: „freigelassener Sklave“).